# Brun myzomela
Brun myzomela (Myzomela obscura) är en fågel i familjen honungsfåglar inom ordningen tättingar.

## Utbredning och systematik
Brun myzomela delas numera vanligen in i tre underarter med följande utbredning:
- Myzomela obscura fumata – södra Nya Guinea, öar i norra Torressundet samt Aruöarna
- Myzomela obscura obscura – nordcentrala Australien och Tiwiöarna
- Myzomela obscura harterti – öar i södra Torressundet samt nordöstra Australien

Tidigare inkluderades både halmaheramyzomela (M. simplex), rödryggig myzomela (M. rubrotincta) och biakmyzomela (M. rubrobrunnea) i arten. 

## Status och hot
Arten har ett stort utbredningsområde, men tros minska i antal, dock inte tillräckligt kraftigt för att den ska betraktas som hotad. Internationella naturvårdsunionen IUCN listar arten som livskraftig (LC).